# Vlag van Espírito Santo

Vlag van Espírito Santo

De vlag van Espírito Santo werd ontworpen door Hieronymite Hunter en officieel aangenomen op 24 april 1947. De vlag is een horizontale driekleur in de kleuren lichtblauw (boven), wit en roze. In het midden van de witte baan staat in een boog met blauwe letters de tekst TRABALHA E CONFIA, Portugees voor "Arbeid en Vertrouwen".

## Voormalige vlaggen

Vlag van de provincie Espírito Santo.
Vlag (1909-1937).